# Wilhelm Georg Ritter

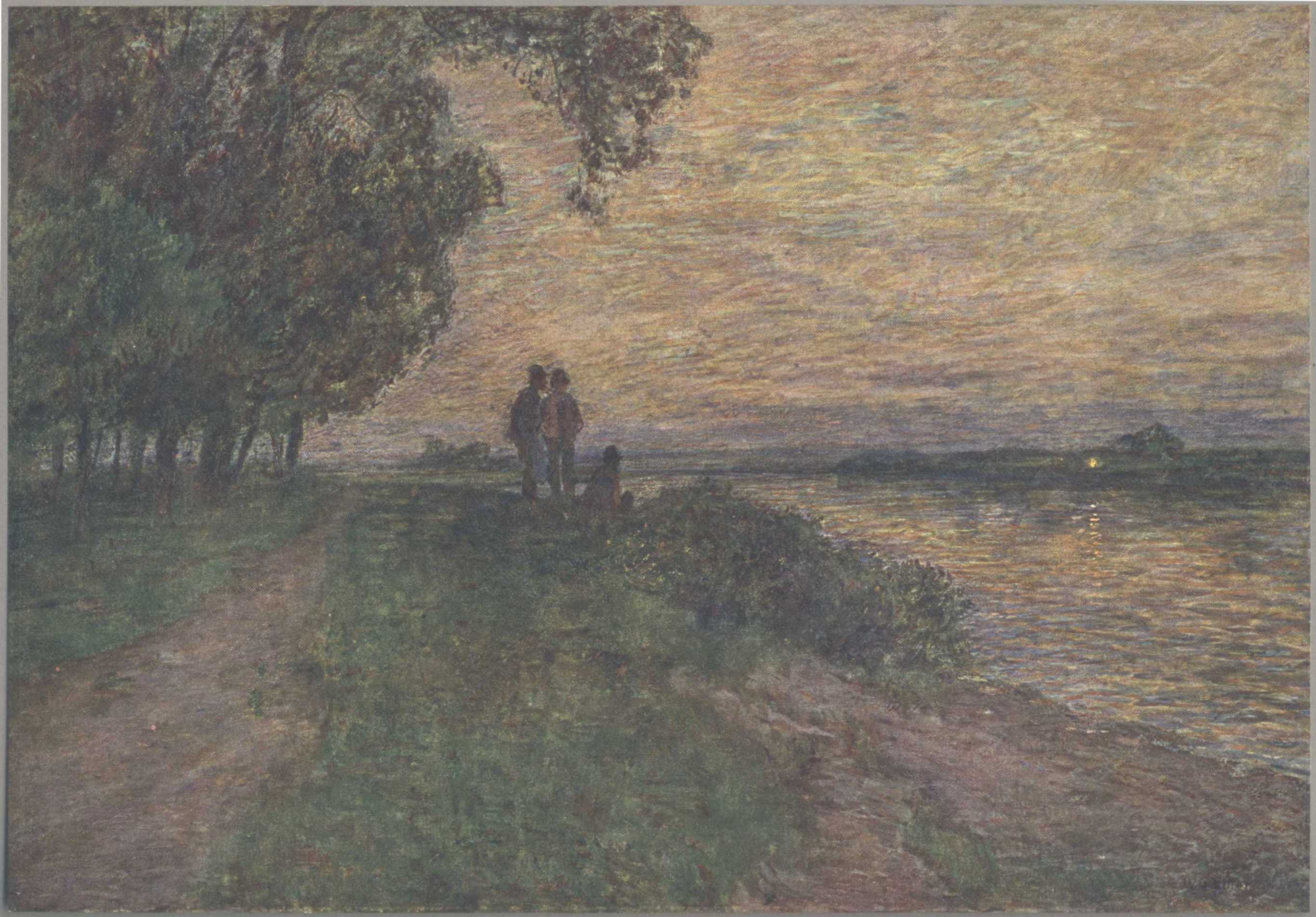
Wilhelm Georg Ritter: Abend bei Gohlis

Wilhelm Georg Ritter (* 18. Februar 1850 in Marburg; † 16. Juni 1926 in Moritzburg) war ein romantischer Maler. Er war Mitglied der Willingshäuser Malerkolonie und der Künstlerkolonie Goppeln.

## Leben
Wilhelm Georg Ritter machte eine Ausbildung zum Maler an der Kunstakademie München von 1868 bis 1873 und war Meisterschüler bei Arthur von Ramberg. 1874 studierte er in Berlin.
Von 1877 bis 1878 malte er in Funchal auf Madeira. Von 1880 bis 1882 lebte er in Weimar um, wo er u. a. seinen späteren Schwager kennenlernte, den Maler Otto Piltz. 1883 zog er, angeregt durch Carl Bantzer, nach Dresden um. 1884 heiratete er die Porzellanmalerin Anna Schilling. Viele Jahre unterhielt er mit ihr eine Malschule.
Wilhelm Ritter entdeckte für die Dresdner Maler die landschaftlichen Reize von Goppeln und zog zahlreiche Künstler in die neu gegründete Künstlerkolonie Goppeln an. Durch König Friedrich August III. von Sachsen wurde ihm der Professorentitel verliehen.

Wilhelm Georg Ritter: Mediterrane Küstenlandschaft, Aquarell

Erstmals 1892 kam Wilhelm Ritter zur Willingshäuser Malerkolonie (Hessen). Er wohnte während seiner dortigen Schaffensphase im Forsthof beim Oberförster Hücker. In Willingshausen war er überwiegend als Zeichner Schwälmer Trachten und Schwälmer Landschaften tätig. 1910 lebte er im Schwälmer Dorf Wiera.
Er war künstlerisch als Maler und Zeichner tätig. Von seinem Schweizer Malerfreund Charles François Vuillermet hatte er gelernt, den Entwurf eines Bildes auf das Format einer Briefmarke zu reduzieren, um so zu größter Einfachheit und Klarheit in der Komposition zu gelangen. Seine Arbeiten zeichnen sich durch gewissenhafte realistische Darstellung aus. Seine ausgewogenen Kompositionen zeigen meist romantische Architekturszenen mit kleinstädtischem Leben und Landschaften.
Wilhelm Georg Ritter war Mitglied im Deutschen Künstlerbund. Ritters Sommeratelier in Moritzburg steht unter Denkmalschutz (Bahnhofstraße 8).

## Werke (Auswahl)
- Kalbstor
- Brücke von Treysa
- Vorfrühling am Bach
- Großsedlitzer Teich
- Goppelner Mühle